# Bitwa pod Złoczewem
Bitwa pod Złoczewem – ostatnia w regionie Złoczewa potyczka powstania styczniowego stoczona 22 sierpnia 1863 roku pomiędzy oddziałem powstańczym dowodzonym przez generała Edmunda Taczanowskiego, a oddziałem wojsk rosyjskich pod dowództwem podpułkownika Tarasiewicza.
Bitwa miała miejsce na polach pomiędzy Złoczewem, a Kamionką. Oddział generała Taczanowskiego był dobrze uzbrojony, jednak nie był w stanie sprostać w walce będącym w znacznej przewadze siłom rosyjskim. Taczanowski widząc przewagę Rosjan polecił oddziałowi wycofanie się w kierunku Kamionki i Niechmirowa. W bitwie poległo 5 powstańców.